# ناو کلاس گیدن
کروزر کلاس گیدن (به انگلیسی: Gueydon-class cruiser) یک کلاس از کشتی است که طول آن 139.90 m می‌باشد.